# Plectroglyphidodon dickii
Plectroglyphidodon dickii är en fiskart som först beskrevs av Liénard, 1839.  Plectroglyphidodon dickii ingår i släktet Plectroglyphidodon och familjen Pomacentridae. Inga underarter finns listade i Catalogue of Life.